# Sakapultekisch
Sakapultekisch (Sacapulteco) ist eine Maya-Sprache, die von etwa 10.000 bis 40.000 Indigenen im Municipio Sacapulas im Departamento Quiché in Guatemala gesprochen wird.
Das Sakapultekische ist eng mit der Quiché-Sprache verwandt.
Bei der Volkszählung von 2002 in Guatemala gaben 6973 Personen (0,1 %) Sakapulteko als Muttersprache an; 9763 Personen (0,1 %) bezeichneten sich als Sakapulteken. Diese Zahlen liegen weit unter anderen Schätzungen, so etwa von Tzian (1994), der 42.204 Sprecher in Guatemala angibt. Laut SIL International wird das Sakapultekische im Jahre 2006 von 15.000 Menschen in Guatemala gesprochen.